# Takashi Umeda
Takashi Umeda (梅田 高志 Umeda Takashi?, nacido el 30 de mayo de 1976 en Gifu) es un exfutbolista japonés. Jugaba de centrocampista y su último club fue el Oita Trinita de Japón.

## Trayectoria

### Clubes
| Club                 | País  | Año         |
| -------------------- | ----- | ----------- |
| Seino Transportation | Japón | 1995 - 1997 |
| Oita Trinita         | Japón | 1998 - 2010 |
| FC Gifu              | Japón | 2008        |

## Palmarés

### Títulos nacionales
| Título    | Club         | País  | Año  |
| --------- | ------------ | ----- | ---- |
| J2 League | Oita Trinita | Japón | 2002 |